# 克里斯·加特拉普
克里斯·加特拉普（英語：Christopher Gotterup，1999年7月20日—）是美國的一位職業高爾夫球手。他在羅格斯大學及奧克拉荷馬大學時期也是一位高爾夫球手。2022年，加特拉普成為職業高爾夫球手。

## 外部連結
- 克里斯·加特拉普在PGA巡迴賽的官方網站
- 克里斯·加特拉普在男子高爾夫世界排名的官方網站